# Nikodemusevangeliet
Nikodemusevangeliet, eller Pilatusakterna som det ibland kallas, är ett apokryfiskt evangelium, som har farisén Nikodemus som föregiven författare. Han förekommer annars endast i Johannesevangeliet. 
Nikodemusevangeliet är författat på grekiska på 400-talet, och är en sammanfogning av de äldre Pilatusakterna, vars äldsta delar går tillbaka till 100-talet e. Kr.
Namnet Nikodemusevangeliet förekommer först på 700-talet.
Skriften består dels en passionsskildring som är relativt lik de kanoniska evangelierna, även om det här skildras att Pontius Pilatus och Nikodemus försvarar Jesus så mycket de vågar mot Stora Rådet. 
Nästa huvuddel är unik för Nikodemusevangeliet, nämligen en skildring av Jesus verksamhet i dödsriket under tiden mellan korsfästelsen och återuppståndelsen. Flera gammaltestamentliga karaktärer uppträder, som Adam, Jesaja och Elia. Tanken med denna framställning kan ha varit att Jesus skulle omvända de dödas själar. 
Evangeliet avslutas med en skildring av ett möte i Jerusalems tempel där Pilatus söker få Stora Rådet att göra avbön för dödsdomen mot Jesus.